# Neuilly-sous-Clermont

Neuilly-sous-Clermont este o comună în departamentul Oise, Franța. În 1 ianuarie 2022 avea o populație de 1.591 de locuitori.